# 准將

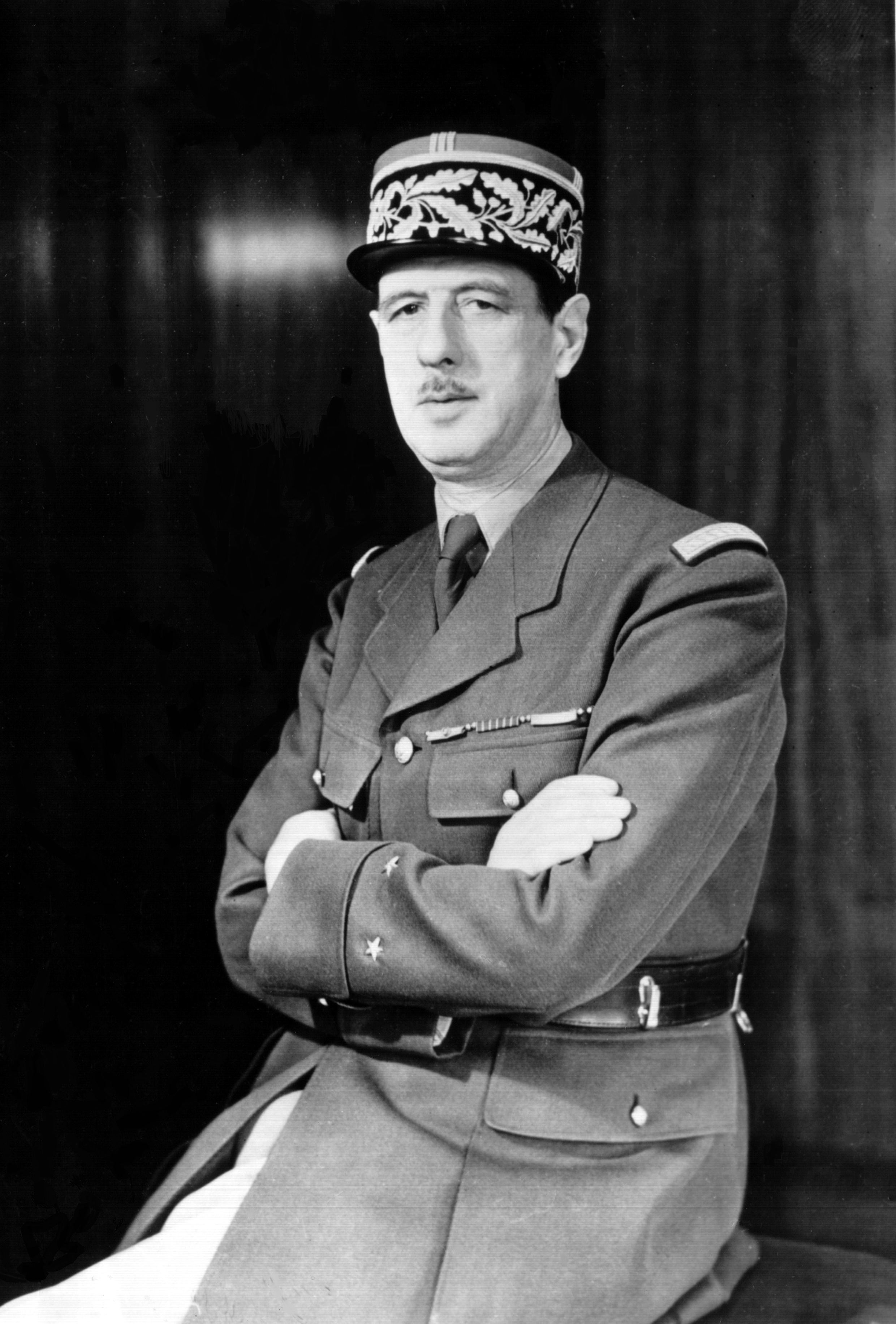
法國准將與自由法國領袖戴高樂

准將（英語：Brigadier general）是軍銜的一種，在北大西洋公约组织中，相當於OF-6。此級軍官的位階介於少將和上校之間，其所屬序列在不同國家或軍種中有別，有的屬於將級軍官的最底層，有的則屬於校級軍官的最高層，地位相当于部分国家（如中国人民解放军）的大校。而一些國家的军衔制度中（如中華民國國軍），不存在此一職銜。某些军队中，不同军种也会有所区别，比如美国海军及英联邦各国的海军、空军。德國聯邦國防軍除了一般准將外，尚存在有「軍醫准將」此一特定軍銜名稱（陸、空軍軍醫准將稱，海軍軍醫准將稱）。

## 中華民國准将军衔存废问题
中華民國在北洋政府及國民政府時代，由於海軍為國際軍種而師法英國設立「代將」（同准將）。
中華民國政府遷台後於1956年制定《陸海空軍軍官任官條例》統一三軍官制，「代將」階級才廢止。
2001年行政院曾依立法院決議、通過「陸海空軍軍官士官任官條例」修正草案，擬增設准將軍銜，不逾越國軍將級編制定額、以少將二、三級職缺轉換，但並未修法實施。

中華民國海軍代將肩章及袖章

## 美國軍隊的准將

美國陸軍准將肩章
美國海軍陸戰隊准將肩章
美國海軍准將肩章及袖章
美國海岸防衛隊准將肩章及袖章
美國空軍准將肩章
美國太空軍准將肩章

## 美国海军准将名称问题
不同于美国陆军与空军。在美国海军中，少将军階分为两级，即Rear Admiral Upper Half和Rear Admiral Lower Half（相當於准将）。这个变化发生在19世纪末，当时，在海军的晋升表上排列资历时，资历排在少将中前半数的可以拿到更高的薪水，但所有的少将仍为同一军階。
因为美国海军废除了Commodore军衔，所以资历排在资历表后半数的少将一般履行的是一星将军的职责，到1880年代时，所有的少将依然都佩带两颗将星。直到1880年代以后，Rear Admiral Lower Half开始佩带一颗将星，Rear Admiral Upper Half佩带两颗将星。在正式文件上，少将（Rear Admiral）的后面会加上「LH」和「UH」以区别一星与二星。缩写為RDML（一星）、RADM（二星）。

美國海軍少將(RDML)肩章及袖章
美國海軍少將(RADM)肩章及袖章
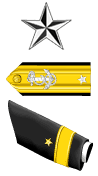
美国海军少将(LH)肩章
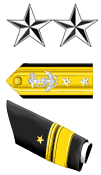
美国海军少将(UH)肩章

## 韓國國軍的准将
韓國國軍軍階效仿美軍制度，一星為准將(준장)。

韓國陸軍准將肩章
韓國海軍准將肩章及袖章
韓國海兵隊准將肩章
韓國空軍准將肩章

## 英联邦成员国的准将
英联邦成员国的情况比较特殊，各軍種於上校及少將之間所設的准將可分為「將級准將」和「校級准將」（實質上等於大校）兩種。例如英國陸軍的准將（Brigadier）属于校官（Field officer），不属于将官（General officer）；英国皇家海军的准將（Commodore）不属于海军将官（Flag officer），僅有空軍准將真正算是將領。和大多數西方海軍制服相同，英聯邦海軍制服在白襯衫上以肩章顯示軍階，穿上黑色西裝外套後則以外套上的袖章顯示軍階。

英國陸軍准將肩章
英國皇家海軍准將肩章及袖章
英國皇家空軍准將肩章及袖章
英國皇家海軍陸戰隊准將肩章
澳洲陸軍准將肩章
澳洲皇家海軍准將肩章
澳洲皇家海軍准將袖章
澳洲皇家空軍准將袖章(澳洲空軍制服無肩章)
紐西蘭陸軍准將肩章(注意金屬扣花紋，和英國陸軍不同)
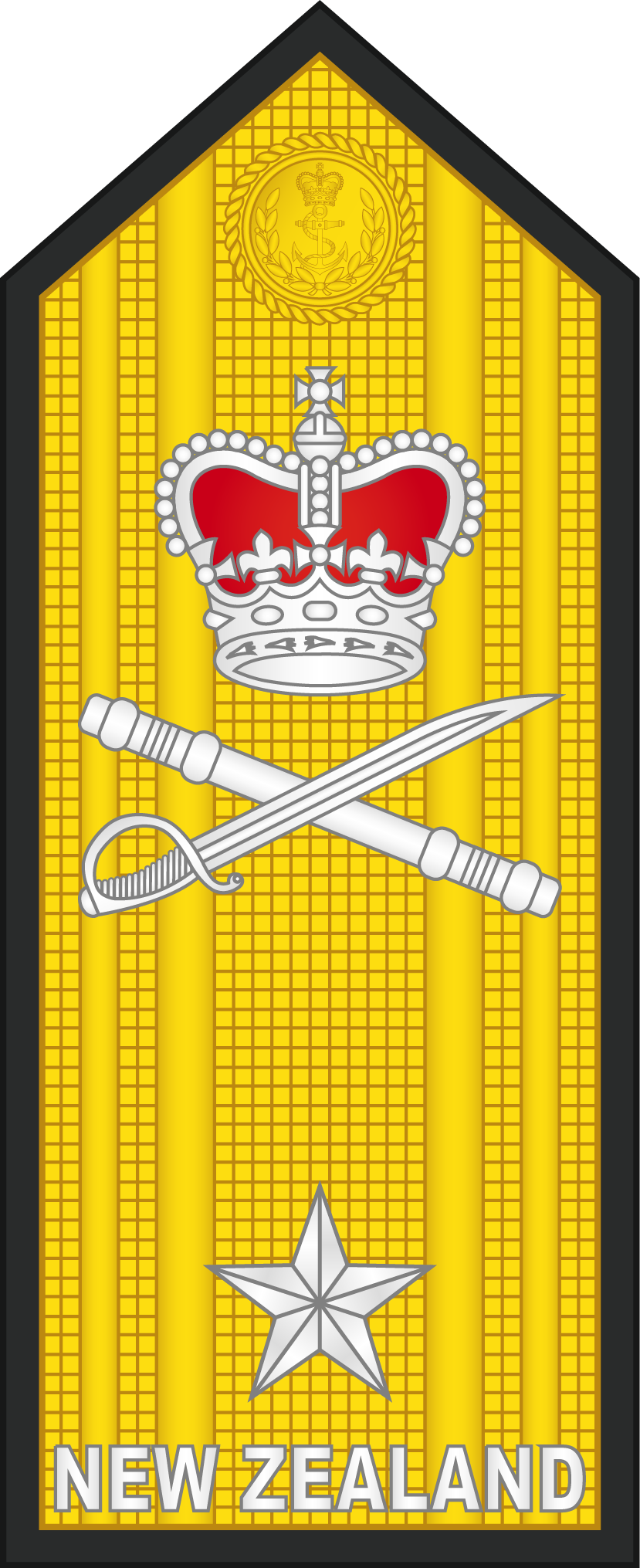
紐西蘭皇家海軍准將肩章
紐西蘭皇家海軍准將袖章
紐西蘭皇家空軍准將袖章
加拿大陸軍准將肩章
加拿大皇家海軍准將肩章及袖章
加拿大皇家空軍准將肩章及袖章

## 外部連結
- 准將制呼之欲出 精實案有名無實（台灣荼黨）
- 准將制─我國軍制改變的契機？（國家政策研究基金會）（页面存档备份，存于）